# Pap Dávid (szakíró)
Pap Dávid, 1895-ig Kohn Dávid (Csécse, 1868. szeptember 2. – Budapest, 1919. november 29.) magyar ügyvéd, közgazdasági író. 

## Élete
Kohn József gabonakereskedő és Reiner Mária fia. Középiskolai és jogi tanulmányait is Budapesten végezte, majd 1891-től kezdve a Magyar Hírlap című napilap közgazdasági rovatát vezette. Főképp közlekedési és állampénzügyi kérdésekkel foglalkozott. 1893–1896-ban a Magyar Folyam- és Tengerhajózási Vállalat titkáraként működött. 1897-től kezdve ügyvédi gyakorlatot folytatott és saját ügyvédi irodát nyitott. Tagja volt az MTA nemzetgazdasági bizottságának. Közgazdasági és jogi tanulmányai folyóiratokban jelentek meg.
A Kozma utcai izraelita temetőben nyugszik.

## Családja
Felesége Fuchs Margit (1870–1943/1944) volt, Fuchs Lajos biztosítótársasági vezérigazgató és Brachfeld Etelka lánya, akit 1894. december 16-án a budapesti Dohány utcai zsinagógában vett nőül.
Gyermekei:
- Pap Gábor Tivadar (1896–?) ügyvéd. Felesége Berner Ilona Erzsébet.
- Pap Terézia Rafaela (1898–?). Első férje Hauser Pál Ágost nagybirtokos, második Tamássy László Győző alkonzul. Mindkét házassága válással végződött.
- Pap Mihály Nathanael (1900–1918) joghallgató

## Főbb művei
- Gabonahatáridő üzlet (Budapest, 1890)
- A nemzetközi váltók tana (Budapest, 1891)
- Az olasz valuta története (Budapest, 1892)
- Az adók reformja (Budapest, 1894)
- Kvóta. Vámszövetség. Bank (Budapest, 1896)
- A telepítés kérdése (Budapest, 1896)
- Az állami zárszámadás joga (Budapest, 1897)
- A magyar agrármozgalom (Budapest, 1897)
- Kúriai bíráskodás képviselőválasztási ügyekben (Budapest, 1899)
- Csődtörvény (Sándor Aladárral, Budapest, 1914)
- Tőzsdei szokások (Sándor Aladárral, Budapest, 1914)